# Distretto di Ikoma
Il distretto di Ikoma (生駒郡?, Ikoma-gun) è uno dei distretti della prefettura di Nara, in Giappone.
Attualmente fanno parte del distretto i comuni di Ando, Heguri, Ikaruga e Sangō.
| Controllo di autorità | VIAF (EN) 258447666 · NDL (EN, JA) 00427767 |